# Yoneshiro-gawa
Le fleuve Yoneshiro (米代川, Yoneshiro-gawa) est un cours d'eau du Japon qui traverse les préfectures d'Iwate et d'Akita. Long de 136 km, il prend sa source dans les monts Ōu et termine son parcours à Noshiro, où il atteint son embouchure en mer du Japon.

## Hydronymie
Autrefois, les habitants du cours supérieur du fleuve Yoneshiro avaient l'habitude de laver leur riz (米, yone) blanc (白, shiro) dans les eaux du cours d'eau, d'où l'hydronyme : fleuve Yoneshiro (米白川, Yoneshiro-gawa, litt. « cours d'eau blanc de riz »), transformé plus tard en « 米代川 ». Dans la ville de Noshiro, le cours inférieur du fleuve est nommé fleuve Noshiro (能代川, Noshiro-gawa) (ce nom s'écrivait « 野城川 », à l'époque d'Edo).

## Géographie
Long de 136 km, le fleuve Yoneshiro s'écoule dans le Nord de la préfecture d'Akita, sur l'île de Honshū, au Japon. Il prend sa source sur les pentes du versant nord du mont Naka (1 024 m) dans l'ouest des monts Ōu,. Les premiers kilomètres du cours d'eau se développent dans le nord-ouest de Hachimantai (préfecture d'Iwate). Entrant dans la préfecture d'Akita, à Kazuno, le fleuve Yoneshiro prend une direction ouest puis nord jusqu'au centre-ouest de la ville. Quittant Kazuno, son cours s'infléchit vers l'ouest, traverse Ōdate d'est en ouest, le nord de Kitaakita puis Noshiro, d'est en ouest, avant de rejoindre les eaux de la mer du Japon,.
Le bassin versant du fleuve Yoneshiro s'étend sur 4 100 km2, principalement dans le nord de la préfecture d'Akita,.

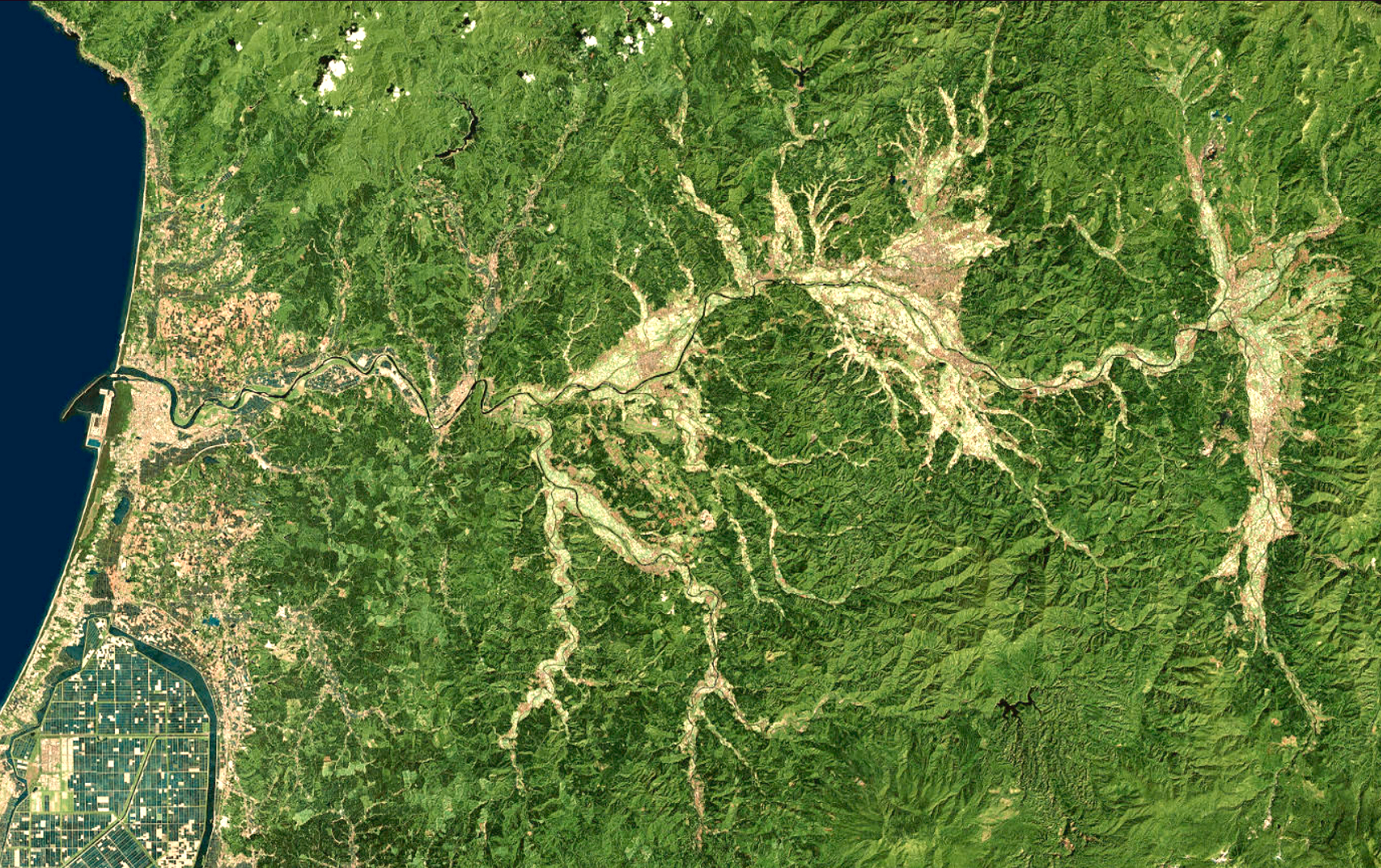
Bassin versant du fleuve Yoneshiro.
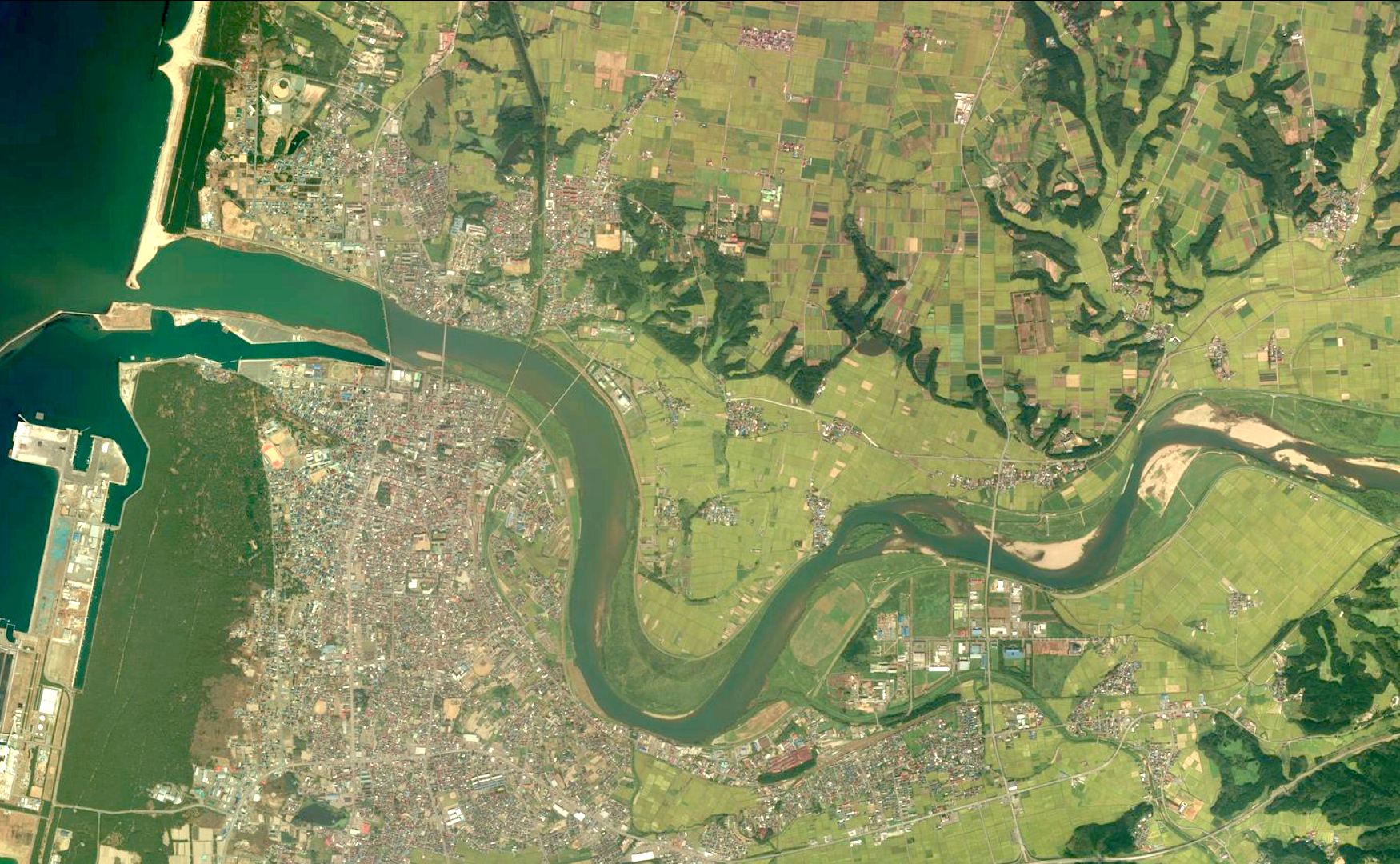
L'embouchure du fleuve Yoneshiro, à Noshiro.

## Faune

### Poissons
Le fleuve Yoneshiro est réputé comme lieu de pêche de l'ayu (Plecoglossus altivelis). Cependant le poisson le plus commun dans les eaux du fleuve est le tribolodon de Hakone. Le wakasagi peuple l'estuaire du cours d'eau. Des poissons marins, tels que le saumon du Japon (Oncorhynchus masou), le saumon du Pacifique (Oncorhynchus keta), Cottus kazika (ja), l'épinoche (Gasterosteus aculeatus) et Lethenteron japonicum, une espèce de lamproie, remontent chaque année le fleuve.